# 2:40-Stunden-Rennen von Laguna Seca 2025

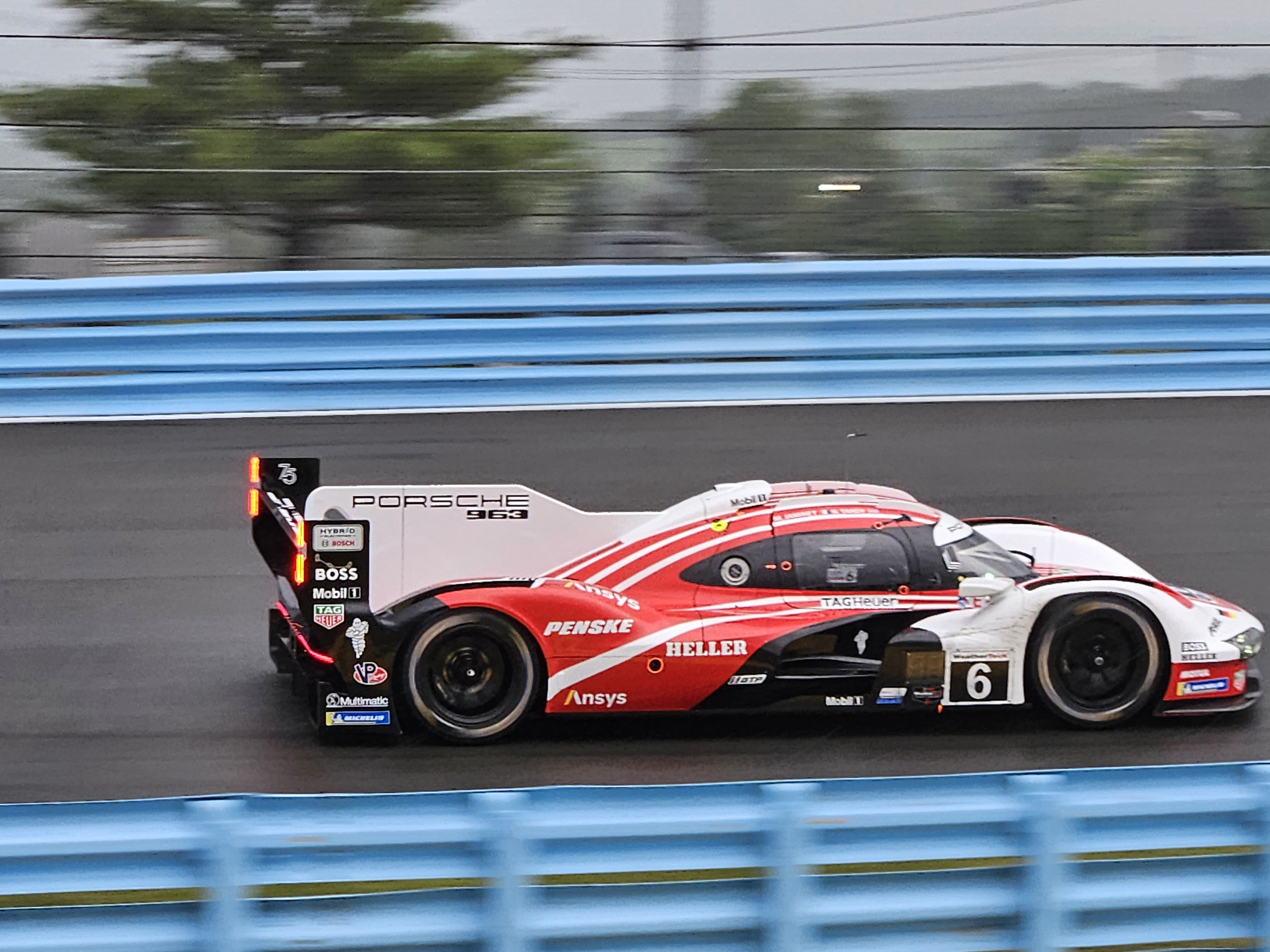
Porsche 963 mit der Startnummer 6, Siegerwagen von Matt Campbell und Mathieu Jaminet

Das 2:40-Stunden-Rennen von Laguna Seca 2025, auch 2025 TireRack.com Monterey SportsCar Championship, fand am 11. Mai auf dem Laguna Seca Raceway statt und war der vierte Wertungslauf der IMSA WeatherTech SportsCar Championship dieses Jahres.

## Das Rennen
Während die Einstufung durch die Balance of Performance (BOP) die Werks-Porsche 963 bei den ersten drei Rennen der FIA-Langstrecken-Weltmeisterschaft 2025 nahezu chancenlos machte, profitierten die beiden 963 in der IMSA-Serie von der dort für sie günstigen BOP. In Laguna Seca war der Vorsprung eklatant. Die Cadillac V-Series.R und Acura ARX-06 handelten sich Rundenrückstände ein. Einzig der BMW M Hybrid V8 von Philipp Eng und Dries Vanthoor konnte das Tempo der beiden Porsche mitfahren. 
Dries Vanthoor sorgte auch für Spannung bis zum Ende des Rennens, nachdem er in den letzten 20 Minuten 12 Sekunden Rückstand auf die knapp hintereinander fahrenden Porsche wettmachen konnte. In der letzten Runde scheiterte er in der 90-Grad-Kurve vor der Start-und-Ziel-Geraden mit einem Überholversuch gegen Nick Tandy. Tandy wurde beim Überrunden von einem GT3-Fahrzeug aufgehalten und Vanthoor wollte ihn rechts überholen. Dabei berührten sich der Porsche und der BMW, sodass dieser in die Auslaufzone rutschte. Zu Vanthoors Glück kam der BMW auf einem Asphaltstück mitten im Kiesbett zum Stehen. Er brachte den Wagen auf die Strecke zurück und fuhr als Dritter durchs Ziel.

## Ergebnisse

### Schlussklassement
| 1           | GTP     | 6   | Porsche Penske Motorsport                    | Matt Campbell Mathieu Jaminet        | Porsche 963                      | 124 |
| 2           | GTP     | 7   | Porsche Penske Motorsport                    | Felipe Nasr Nick Tandy               | Porsche 963                      | 124 |
| 3           | GTP     | 24  | BMW M Team RLL                               | Philipp Eng Dries Vanthoor           | BMW M Hybrid V8                  | 124 |
| 4           | GTP     | 25  | BMW M Team RLL                               | Sheldon van der Linde Marco Wittmann | BMW M Hybrid V8                  | 124 |
| 5           | GTP     | 93  | Acura Meyer Shank Racing with Curb-Agajanian | Renger van der Zande Nick Yelloly    | Acura ARX-06                     | 123 |
| 6           | GTP     | 31  | Cadillac Whelen                              | Jack Aitken Frederik Vesti           | Cadillac V-Series.R              | 123 |
| 7           | GTP     | 40  | Cadillac Wayne Taylor Racing                 | Louis Delétraz Jordan Taylor         | Cadillac V-Series.R              | 123 |
| 8           | GTP     | 10  | Cadillac Wayne Taylor Racing                 | Filipe Albuquerque Ricky Taylor      | Cadillac V-Series.R              | 122 |
| 9           | GTP     | 85  | JDC–Miller MotorSports                       | Gianmaria Bruni Tijmen van der Helm  | Porsche 963                      | 122 |
| 10          | GTP     | 23  | Aston Martin THOR Team                       | Roman De Angelis Ross Gunn           | Aston Martin Valkyrie AMR-LMH    | 122 |
| 11          | GTP     | 60  | Acura Meyer Shank Racing with Curb-Agajanian | Tom Blomqvist Colin Braun            | Acura ARX-06                     | 121 |
| 12          | GTD     | 77  | AO Racing                                    | Klaus Bachler Laurin Heinrich        | Porsche 911 GT3 R (992)          | 115 |
| 13          | GTD-Pro | 81  | DragonSpeed                                  | Albert Costa Giacomo Altoè           | Ferrari 296 GT3                  | 115 |
| 14          | GTD-Pro | 3   | Corvette Racing by Pratt Miller Motorsports  | Antonio García Alexander Sims        | Chevrolet Corvette Z06 GT3.R     | 114 |
| 15          | GTD-Pro | 9   | Pfaff Motorsports                            | Andrea Caldarelli Marco Mapelli      | Lamborghini Huracán GT3 Evo 2    | 114 |
| 16          | GTD     | 57  | Winward Racing                               | Philip Ellis Russell Ward            | Mercedes-AMG GT3 Evo             | 114 |
| 17          | GTD     | 12  | Vasser Sullivan Racing                       | Jack Hawksworth Parker Thompson      | Lexus RC F GT3                   | 114 |
| 18          | GTD-Pro | 48  | Paul Miller Racing                           | Dan Harper Max Hesse                 | BMW M4 GT3 Evo                   | 114 |
| 19          | GTD-Pro | 4   | Corvette Racing by Pratt Miller Motorsports  | Nicky Catsburg Tommy Milner          | Chevrolet Corvette Z06 GT3.R     | 114 |
| 20          | GTD     | 34  | Conquest Racing                              | Manny Franco Daniel Serra            | Ferrari 296 GT3                  | 114 |
| 21          | GTD     | 32  | Korthoff Competition Motors                  | Kenton Koch Seth Lucas               | Mercedes-AMG GT3 Evo             | 114 |
| 22          | GTD     | 78  | Forte Racing                                 | Mario Farnbacher Misha Goikhberg     | Lamborghini Huracán GT3 Evo 2    | 114 |
| 23          | GTD     | 120 | Wright Motorsports                           | Adam Adelson Elliott Skeer           | Porsche 911 GT3 R (992)          | 114 |
| 24          | GTD     | 023 | Triarsi Competizione                         | Riccardo Agostini Onofrio Triarsi    | Ferrari 296 GT3                  | 114 |
| 25          | GTD-Pro | 14  | Vasser Sullivan Racing                       | Marvin Kirchhöfer Aaron Telitz       | Lexus RC F GT3                   | 114 |
| 26          | GTD     | 45  | Wayne Taylor Racing                          | Danny Formal Trent Hindman           | Lamborghini Huracán GT3 Evo 2    | 114 |
| 27          | GTD-Pro | 65  | Ford Multimatic Motorsports                  | Christopher Mies Frédéric Vervisch   | Ford Mustang GT3                 | 114 |
| 28          | GTD     | 96  | Turner Motorsport                            | Robby Foley Patrick Gallagher        | BMW M4 GT3 Evo                   | 113 |
| 29          | GTD-Pro | 64  | Ford Multimatic Motorsports                  | Sebastian Priaulx Mike Rockenfeller  | Ford Mustang GT3                 | 113 |
| 30          | GTD-Pro | 1   | Paul Miller Racing                           | Madison Snow Neil Verhagen           | BMW M4 GT3 Evo                   | 113 |
| 31          | GTD     | 36  | DXDT Racing                                  | Alec Udell Robert Wickens            | Chevrolet Corvette Z06 GT3.R     | 113 |
| 32          | GTD     | 021 | Triarsi Competizione                         | Stevan McAleer Sheena Monk           | Ferrari 296 GT3                  | 113 |
| 33          | GTD     | 27  | Heart of Racing Team                         | Darren Turner Casper Stevenson       | Aston Martin Vantage AMR GT3 Evo | 113 |
| 34          | GTD     | 13  | AWA                                          | Matthew Bell Orey Fidani             | Chevrolet Corvette C8.R          | 113 |
| 35          | GTD     | 66  | Gradient Racing                              | Jenson Altzman Robert Megennis       | Ford Mustang GT3                 | 112 |
| Ausgefallen |         |     |                                              |                                      |                                  |     |
| 36          | GTD     | 70  | Inception Racing                             | Brendan Iribe Frederik Schandorff    | Ferrari 296 GT3                  | 71  |

### Nur in der Meldeliste
Zu diesem Rennen sind keine weiteren Meldungen bekannt.

### Klassensieger
| Klasse  | Fahrer        | Fahrer          | Fahrzeug                | Platzierung im Gesamtklassement |
| ------- | ------------- | --------------- | ----------------------- | ------------------------------- |
| GTP     | Matt Campbell | Mathieu Jaminet | Porsche 963             | Gesamtsieg                      |
| GTD-Pro | Klaus Bachler | Laurin Heinrich | Porsche 911 GT3 R (992) | Rang 12                         |
| GTD     | Philip Ellis  | Russell Ward    | Mercedes-AMG GT3 Evo    | Rang 16                         |

### Renndaten
- Gemeldet: 36
- Gestartet: 36
- Gewertet: 35
- Rennklassen: 3
- Zuschauer: unbekannt
- Wetter am Renntag: trocken und warm
- Streckenlänge: 3,801 km
- Fahrzeit des Siegerteams: 2:40:27,070 Stunden
- Gesamtrunden des Siegerteams: 124
- Gesamtdistanz des Siegerteams: 471,324 km
- Siegerschnitt: unbekannt
- Pole Position: Dries Vanthoor – BMW M Hybrid V8 (#24) – 1:12,854
- Schnellste Rennrunde: Mathieu Jaminet – Porsche 963 (#6) – 1:14,637 = 173,722 km/h
- Rennserie: 4. Lauf zur IMSA WeatherTech SportsCar Championship 2025